# Ahed Tamimi
Ahed Tamimi (àrab: عهد التميمي)  (Nabi Salih, 31 de gener de 2001) és una activista política palestina.
Mentre a Palestina i el món àrab és vista com una heroïna de la resistència, l'opinió pro-israeliana l'acusa d'orquestrar les seues agressions per a commoure l'opinió pública internacional, raó per la qual l'han batejada «Shirley Temper» («Shirley Temperament», en referència a l'actriu Shirley Temple).
| «             | Darrere de cada home hi ha una gran dona. La dona palestina no només està darrere. És el símbol de la resistència. | » |
| — Ahed Tamimi | |   |

## Biografia
Nascuda el 2001 a Nabi Salih, és filla dels també activistes Bassem Tamimi i Neriman Tamimi. Per aquesta activitat política tots dos han estat empresonats en algun moment.
Als tretze anys, el desembre de 2012, viatjà a Turquia juntament amb la seva mare, Neriman Tamimi, per a rebre el premi Handala al coratge, atorgat pel municipi de Başakşehir en record del personatge homònim creat pel dibuixant Naji al-Ali i símbol de la lluita palestina.
El 18 de desembre de 2017, Tamini fou arrestada per l'exèrcit Israelià, acusada d'haver increpat i colpejat dies abans uns soldats que vigilaven el seu poble durant una manifestació contra l'ocupació israeliana: els soldats israelians entraren a casa seva de nit, mentre dormia, i colpejaren els membres de la família i els confiscaren tots els ordinadors i càmeres abans d'endur-se-la detinguda. La seva mare també fon arrestada.
En un vídeo que es feu viral, enregistrat el 15 de desembre, es veu com Tamini i la seua cosina Nour Naji, llavors amb vint-i-un anys, s'arrimen a dos soldats els quals havien entrat en el jardí de sa casa, els sacsegen, els espenyen i els peguen puntellons i galtades abans que sa mare intervinga i els soldats se'n vagen.
El juí contra Tamimi començà dimarts 13 de febrer de 2018 a porta tancada, després que els jutges del tribunal militar expulsessin tots els periodistes i diplomàtics internacionals acreditats i només permetessin l'accés a la sala dels familiars: Tamini estava acusada de dotze càrrecs i s'enfrontava a una pena de deu anys de presó. Huit mesos més tard, Tamimi eixí en llibertat el juliol de 2018. Poc després, al setembre feu una gira internacional per a relatar la seua experiència: en la segona visita a València, convidada pel moviment BDS, Tamimi i sa mare protagonitzaren un acte al Teatre Micalet en el qual denunciaren l'empresonament massiu de menors palestins en presons israelianes.

## Detenció de 2023
El 6 de novembre de 2023, soldats israelians l'arrestaren a Nabi Salih per «sospita d'incitació a la violència i activitats terroristes». Les forces israelianes també escorcollaren la casa familiar i confiscaren els telèfons mòbils de la família.
L'arrest es produí després dels informes israelians sobre una publicació en un perfil d'Instagram suposadament d'ella, en la qual demanava una massacre violenta de colons israelians a Cisjordània, fent referència a Adolf Hitler. Una font de seguretat israeliana mostrà a l'Agence France-Presse la suposada publicació d'Instagram quan preguntà sobre el motiu de l'arrest. La seva família negà que tingués un compte d'Instagram o que escrigués en hebreu, mentre que la suposada publicació estava en hebreu i àrab. La mare de Tamimi, negant que tingués res a veure amb la publicació, digué que hi havia «desenes de pàgines (en línia) a nom d'Ahed amb la seva foto, amb les quals no té cap connexió». El pare de Tamimi, Bassem Tamimi, havia estat arrestat per les forces israelianes una setmana abans.